# Giardino Trieste all'Alicorno
Giardino Trieste all'Alicorno, è ciò che rimane del giardino romantico della Villa Trieste-Treves de Bonfili, progettato da Giuseppe Jappelli.
All'inizio dell'800 era il giardino più esteso intra muros di Padova, secondo soltanto al parco della famiglia Piazza alla Specola.

## Storia
A seguito dell'emancipazione ebraica iniziata con il dominio napoleonico le famiglie ebraiche più facoltose di Padova, tra cui i Treves de Bonfili, iniziarono ad investire i loro ingenti patrimoni in molteplici beni immobiliari. Il fondo di 5 ettari, anticamente appartenuto al convento di Santa Croce, fu acquistato dai banchieri ebrei Isacco e Giacomo Treves de Bonfili.
Il giardino parallelamente al Parco Treves de Bonfili fu commissionato al famoso architetto veneziano Giuseppe Jappelli. Nel 1865 la proprietà del giardino e della villa verranno in seguito acquisiti da un'altra famiglia aristocratica ebraica, ossia i Trieste, imparentati a loro volta con i Treves de Bonfili.
Il nuovo proprietario Mazo Trieste, fondatore della Banca Popolare di Padova, acconsentì, in occasione del IV congresso di Astronomia, la collocazione nel giardino di un cippo a forma di obelisco per indicare il meridiano di Padova. Nel 1866 il comune, procedette all'esproprio della proprietà per la costruzione di una via che portasse fuori dalle mura della città. Riottenuto poco dopo il possesso della villa, la famiglia Trieste ne mantenne la proprietà sino al ventennio fascista.
La villa nel 1922 verrà sequestrata e lottizzata. Il magnifico giardino, ricco di rare e pregiate piante, venne completamente abbattuto per La realizzazione del progetto "città giardino".
Dei cinque ettari di proprietà ad oggi rimane un piccolo appezzamento di terra (9000 mq), che si estende sulle mura intorno al torrione Alicorno.